# Михаило Лаптошевић
Михаило Лаптошевић (Прибој, 29. децембар 1980) српски је позоришни, телевизијски, филмски и гласовни глумац.

## Биографија
Михаило Лаптошевић је рођен 29. децембра 1980. године у Прибоју. Године 2002. уписао је Факултету драмских уметности у Београду, где је 2006. дипломирао глуму у класи професора Владимира Јевтовића. Повремено, учествује у синхронизацијама студија Лаудворкс, Мириус и Ливада Београд као и за Хепи ТВ.

## Улоге

### Филмографија
| Год.       | Назив                    | Улога                                     |
| ---------- | ------------------------ | ----------------------------------------- |
| 2000-е     |                          |                                           |
| 2007—2010. | Бела лађа                | секретар у амбасади, Озренов телохранитељ |
| 2007.      | Љубав, навика, паника    | Петровићев син                            |
| 2008.      | Биро за изгубљене ствари | младић на журци 2                         |
| 2008.      | Љубав и мржња            | телохранитељ Жика                         |
| 2010-е     |                          |                                           |
| 2010.      | Европа, ех та Европа     | Балша                                     |
| 2010.      | Жена са сломљеним носем  | полицајац 2                               |
| 2010.      | Стеван М. Живковић       | матичар                                   |
| 2014.      | Ничије дете              | војник                                    |
| 2016.      | Сумњива лица             | странка 1                                 |
| 2018.      | Шифра Деспот             | економ                                    |
| 2019.      | Пет                      | инспектор Лазаревић                       |
| 2019.      | Синђелићи                | Данко                                     |
| 2020-е     |                          |                                           |
| 2021.      | Дрим тим                 | Пеца Переца                               |
| 2021—2022. | Камионџије д. о. о.      | Шваца                                     |
| 2021.      | Династија                | Радник Ненад                              |
| 2021.      | Бранилац (серија)        | Влада                                     |
| 2022.      | Од јутра до сутра        | Бата                                      |
| 2025.      | Убице мог оца            | Стражар моца (7. сезона)                  |

### Позоришне представе
| Представа              | Улога         | Режија              | Позориште                 | Реф.  |
| ---------------------- | ------------- | ------------------- | ------------------------- | ----- |
| Робин Худ              | Мали Џон      | Вељко Мићуновић     | Позориште „Бошко Буха”    | [ 2 ] |
| Прва парница           | Драгомир      | Марко Мисирача      | Позориште Славија         | [ 3 ] |
| Жена без срца          | Др Стефановић | Славенко Салетовић  | Позориште Славија         | [ 4 ] |
| Смрт човека на Балкану | Аца           | Мирослав Момчиловић | Народно позориште Кикинда | [ 5 ] |
| Избирачица             | Вањин отац    | Јана Маричић        | Народно позориште Кикинда | [ 6 ] |

### Улоге у синхронизацијама
| Година     | Назив                                        | Улога                                        |
| ---------- | -------------------------------------------- | -------------------------------------------- |
| 2008.      | Папирманија                                  | Винсент итд.                                 |
| 2008.      | Ши-Ра: Принцеза моћи                         | Морски јастреб                               |
| 2009.      | Фантастична четворка: Највећи јунаци света   | Бен Грим (Е2-26), Рид Ричардс (Е1) итд.      |
| 2010—2011. | Сирене                                       | Таро Мицуки, Гаиде, Маки, Ричард             |
| 2016.      | У потрази за Дори                            | Краш, Месечар „Чарли Напред Назад”, Грготало |
| 2019.      | У потрази за Немом (званична синхронизација) | додатни гласови                              |
| 2021.      | Дрим тим (ТВ серија)                         |                                              |
| 2021.      | Камионџије д. о. о.                          |                                              |
| 2021.      | Династија (ТВ серија)                        | радник Ненад                                 |